# Comuna Borovnica
Borovnica (Občina Borovnica) este o comună din Slovenia, cu o populație de 3.839 de locuitori (2002).

## Localități
Borovnica, Breg pri Borovnici, Brezovica pri Borovnici, Dol pri Borovnici, Dražica, Laze pri Borovnici, Lašče, Niževec, Ohonica, Pako, Pristava, Zabočevo